# Palm Springs (película)
Palm Springs es una película estadounidense de ciencia ficción, comedia y romance dirigida por Max Barbakow. Sigue a dos jóvenes que se conocen en una boda en Palm Springs y terminan atrapados en un bucle de tiempo. Es protagonizada por Andy Samberg, Cristin Milioti, Meredith Hagner, Camila Mendes, Tyler Hoechlin, Peter Gallagher y J. K. Simmons. Estrenó el 26 de enero de 2020 durante el Festival de Cine de Sundance y posteriormente tuvo un lanzamiento limitado en los cines de Estados Unidos el 10 de julio de 2020.
La película fue aclamada por parte de la crítica, quienes elogiaron las actuaciones de todo el elenco, la dirección y el concepto. En el sitio Rotten Tomatoes tuvo un índice de aprobación del 94%, mientras que en Metacritic sumó 83 puntos de 100. Palm Springs ganó tres premios en la ceremonia inaugural de los Critics' Choice Super Awards y fue nominada en los Golden Globe Awards de 2020 como mejor película – comedia o musical, mientras que Samberg fue nominado como mejor actor – comedia o musical.

## Reparto
- Andy Samberg como Nyles.
- Cristin Milioti como Sarah Wilder.
- J. K. Simmons como Roy Schlieffen.
- Peter Gallagher como Howard Wilder.
- Meredith Hagner como Misty.
- Camila Mendes como Tala Anne Wilder.
- Tyler Hoechlin como Abraham Eugene Trent Schlieffen.
- Chris Pang como Trevor.
- Jacqueline Obradors como Pia Wilder.
- June Squibb como Nana Schlieffen.
- Jena Friedman como Daisy.
- Tongayi Chirisa como Jerry.
- Dale Dickey como Darla.
- Conner O'Malley como Randy.
- Clifford V. Johnson como él mismo.

## Producción
Max Barbakow y Andy Siara concibieron la idea de Palm Springs en su tiempo como estudiantes del American Film Institute hacia mediados de 2015. Tras haber presentado la idea, la película fue anunciada en noviembre de 2018, con Andy Samberg como productor y protagonista. En marzo de 2019, Cristin Milioti y J. K. Simmons se incorporaron al elenco, mientras que Camila Mendes se unió al mes siguiente.
Se tenía previsto que la película fuese grabada en Palm Springs, pero debido a los altos impuestos, la producción se movió a Los Ángeles. EL rodaje inició en abril de 2019 y duró 21 días.

## Estreno
Palm Springs estrenó el 26 de enero de 2020 durante el Festival de Cine de Sundance. Poco después, Neon y Hulu adquirieron los derechos de distribución de la película por un valor de 17.5 millones de dólares, siendo la mayor suma jamás pagada por una película proyectada en dicho festival. Debido al cierre de los cines por la pandemia de COVID-19, la película tuvo un lanzamiento limitado en Estados Unidos el 10 de julio de 2020 y fue publicada simultáneamente en Hulu.

## Recepción

### Recibimiento comercial
Palm Springs recaudó 765 535 USD en taquilla.

### Comentarios de la crítica
Palm Springs recibió la aclamación por parte de la crítica especializada. En el sitio Rotten Tomatoes tuvo un índice de aprobación del 94% basado en 203 reseñas profesionales, con lo que recibió el certificado de «fresco». El consenso crítico fue: «Unas actuaciones sólidas, una dirección segura y un concepto refrescantemente original hacen de Palm Springs una comedia romántica de la que es fácil enamorarse». En Metacritic sumó 83 puntos de 100 basado en 42 reseñas, denotando «aclamación universal».
En sumatoria de todas las listas de fin de año de numerosos medios, Metacritic ubicó a Palm Springs en la duodécima posición de las películas mejor reseñadas del 2020. Asimismo, el sitio IGN la nombró la mejor película del año. Por otra parte, Palm Springs se alzó con tres premios en la ceremonia inaugural de los Critics' Choice Super Awards, siendo la cinta con más victorias durante la noche junto a Soul (2020).

## Premios y nominaciones
| Año  | Premiación                                        | Categoría                                                | Nominado(s)                      | Resultado | Ref.          |
| ---- | ------------------------------------------------- | -------------------------------------------------------- | -------------------------------- | --------- | ------------- |
| 2021 | American Cinema Editors                           | Mejor Edición en Película (Comedia)                      | Matthew Friedman, Andrew Dickler | Ganador   | [ 14 ]        |
| 2021 | Art Directors Guild Awards                        | Mejor Película Contemporánea                             | Jason Kisvarday                  | Nominado  | [ 15 ]        |
| 2021 | Austin Film Critics Association                   | Mejor Guion Original                                     | Andy Siara                       | Nominado  | [ 16 ] [ 17 ] |
| 2021 | Austin Film Critics Association                   | Mejor Primer Filme                                       | Max Barbakow                     | Nominado  | [ 16 ] [ 17 ] |
| 2021 | Capri Hollywood Awards                            | Rey de la Comedia                                        | Andy Samberg                     | Ganador   | [ 18 ]        |
| 2021 | Chicago Indie Critics Association                 | Mejor Guion Original                                     | Andy Siara                       | Nominado  | [ 19 ]        |
| 2021 | Columbus Film Critics Association                 | Película más Infravalorada                               | Palm Springs                     | Nominado  | [ 20 ] [ 21 ] |
| 2021 | Columbus Film Critics Association                 | Mejor Guion Original                                     | Andy Siara                       | Nominado  | [ 20 ] [ 21 ] |
| 2021 | Critics' Choice Awards                            | Mejor Comedia                                            | Palm Springs                     | Ganador   | [ 22 ]        |
| 2021 | Critics' Choice Super Awards                      | Mejor Película de Ciencia Ficción/Fantasía               | Palm Springs                     | Ganador   | [ 23 ] [ 24 ] |
| 2021 | Critics' Choice Super Awards                      | Mejor Villano en una Película                            | J. K. Simmons                    | Nominado  | [ 23 ] [ 24 ] |
| 2021 | Critics' Choice Super Awards                      | Mejor Actor en una Película de Ciencia Ficción/Fantasía  | J. K. Simmons                    | Nominado  | [ 23 ] [ 24 ] |
| 2021 | Critics' Choice Super Awards                      | Mejor Actor en una Película de Ciencia Ficción/Fantasía  | Andy Samberg                     | Ganador   | [ 23 ] [ 24 ] |
| 2021 | Critics' Choice Super Awards                      | Mejor Actriz en una Película de Ciencia Ficción/Fantasía | Cristin Milioti                  | Ganador   | [ 23 ] [ 24 ] |
| 2021 | Denver Film Critics Society                       | Mejor Comedia                                            | Palm Springs                     | Nominado  | [ 25 ]        |
| 2021 | Golden Globe Awards                               | Mejor Película - Comedia o Musical                       | Palm Springs                     | Nominado  | [ 26 ] [ 27 ] |
| 2021 | Golden Globe Awards                               | Mejor Actor - Comedia o Musical                          | Andy Samberg                     | Nominado  | [ 26 ] [ 27 ] |
| 2021 | Greater Western New York Film Critics Association | Director Revelación                                      | Max Barbakow                     | Nominado  | [ 28 ]        |
| 2021 | Hollywood Critics Association                     | Mejor Comedia o Musical                                  | Palm Springs                     | Ganador   | [ 29 ] [ 30 ] |
| 2021 | Hollywood Critics Association                     | Mejor Película Independiente                             | Palm Springs                     | Nominado  | [ 29 ] [ 30 ] |
| 2021 | Hollywood Critics Association                     | Mejor Guion Original                                     | Andy Siara                       | Nominado  | [ 29 ] [ 30 ] |
| 2021 | Hollywood Music in Media Awards                   | Mejor Banda Sonora (Ciencia Ficción/Fantasía)            | Matthew Compton                  | Nominado  | [ 31 ]        |
| 2021 | Independent Spirit Awards                         | Mejor Guion Debut                                        | Andy Siara                       | Ganador   | [ 32 ]        |
| 2021 | Las Vegas Film Critics Society                    | Mejor Comedia                                            | Palm Springs                     | Ganador   | [ 33 ]        |
| 2021 | North Texas Film Critics Association              | Mejor Actor de Reparto                                   | J. K. Simmons                    | Nominado  | [ 34 ]        |
| 2021 | Online Association of Female Film Critics         | Mejor Guion Original                                     | Andy Siara                       | Nominado  | [ 35 ] [ 36 ] |
| 2021 | Online Association of Female Film Critics         | Actuación Revelación                                     | Cristin Milioti                  | Nominado  | [ 35 ] [ 36 ] |
| 2021 | Phoenix Critics Circle                            | Mejor Película de Comedia                                | Palm Springs                     | Ganador   | [ 37 ]        |
| 2021 | Phoenix Film Critics Society                      | Película más Infravalorada                               | Palm Springs                     | Ganador   | [ 38 ]        |
| 2021 | San Diego Film Critics Society                    | Mejor Reparto                                            | Palm Springs                     | Nominado  | [ 39 ] [ 40 ] |
| 2021 | San Diego Film Critics Society                    | Mejor Edición                                            | Andrew Dickler, Matthew Friedman | Nominado  | [ 39 ] [ 40 ] |
| 2021 | San Diego Film Critics Society                    | Mejor Actor de Comedia                                   | Andy Samberg                     | Nominado  | [ 39 ] [ 40 ] |
| 2021 | Satellite Awards                                  | Mejor Película — Comedia o Musical                       | Palm Springs                     | Nominado  | [ 41 ]        |
| 2021 | Satellite Awards                                  | Mejor Actor — Comedia o Musical                          | Andy Samberg                     | Nominado  | [ 41 ]        |
| 2021 | Satellite Awards                                  | Mejor Guion Original                                     | Andy Siara                       | Nominado  | [ 41 ]        |
| 2021 | Saturn Awards                                     | Mejor Película Independiente                             | Palm Springs                     | Nominado  | [ 42 ]        |
| 2021 | Seattle Film Critics Society                      | Mejor Película                                           | Palm Springs                     | Nominado  | [ 43 ] [ 44 ] |
| 2021 | Seattle Film Critics Society                      | Mejor Guion                                              | Andy Siara                       | Nominado  | [ 43 ] [ 44 ] |
| 2021 | St. Louis Film Critics Association                | Mejor Comedia                                            | Palm Springs                     | Nominado  | [ 45 ]        |
| 2021 | St. Louis Film Critics Association                | Mejor Guion Original                                     | Andy Siara                       | Nominado  | [ 45 ]        |
| 2021 | Utah Film Critics Association                     | Mejor Actuación en Película de Ciencia Ficción           | Cristin Milioti                  | Nominado  | [ 46 ]        |
| 2021 | Washington D. C. Area Film Critics Association    | Mejor Guion Original                                     | Andy Siara                       | Nominado  | [ 47 ]        |
| 2021 | Women Film Critics Circle                         | Mejor Dúo en Pantalla                                    | Andy Samberg, Cristin Milioti    | Nominado  | [ 48 ]        |
| 2021 | Writers Guild of America Awards                   | Mejor Guion Original                                     | Andy Siara                       | Nominado  | [ 49 ]        |